# Bistum Oradea Mare
Das Bistum Oradea Mare (lateinisch Dioecesis Magnovaradinensis Latinorum) ist ein Bistum der römisch-katholischen Kirche in Rumänien mit Sitz in Oradea.

## Geschichte
Als lateinisches Bistum Magnovaradinensis Latinorum wurde es im Jahre 1077 gegründet. Sein erster Bischof war 1091 Bischof Koloman. Am 5. Juni 1930 unter Papst Pius XI. wurde das Bistum Oradea Mare – Gran Varadino (deutsch Großwardein), (ungarisch Nagyvárad) mit dem Bistum Satu Mare (deutsch und jiddisch Sathmar, ungarisch Szatmárnémeti) vereinigt. Unter Papst Pius XII. wurde die Vereinigung am 28. Juni 1941 aufgehoben. Am 9. April 1948 erfolgte der erneute Zusammenschluss, den Papst Johannes Paul II. mit seiner Apostolischen Konstitution vom 18. Oktober 1982 letztmals beendete. Der Bischofssitz ist Oradea.
In Oradea Mare existiert daneben auch die griechisch-katholische Eparchie Oradea Mare.